# Bergwerk Platzertal

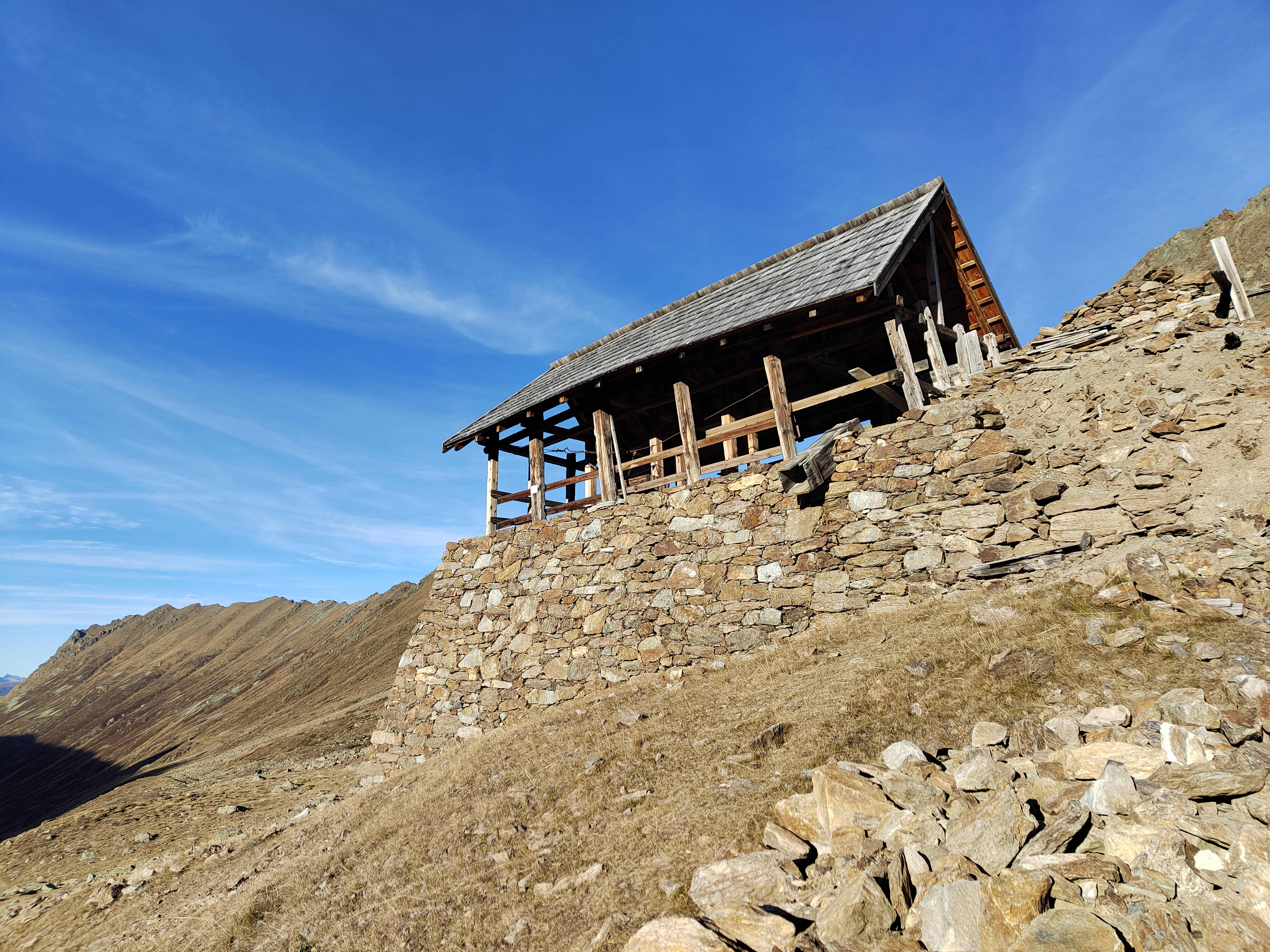
Wieder aufgebaute Liftstation im Platzertal (2024)

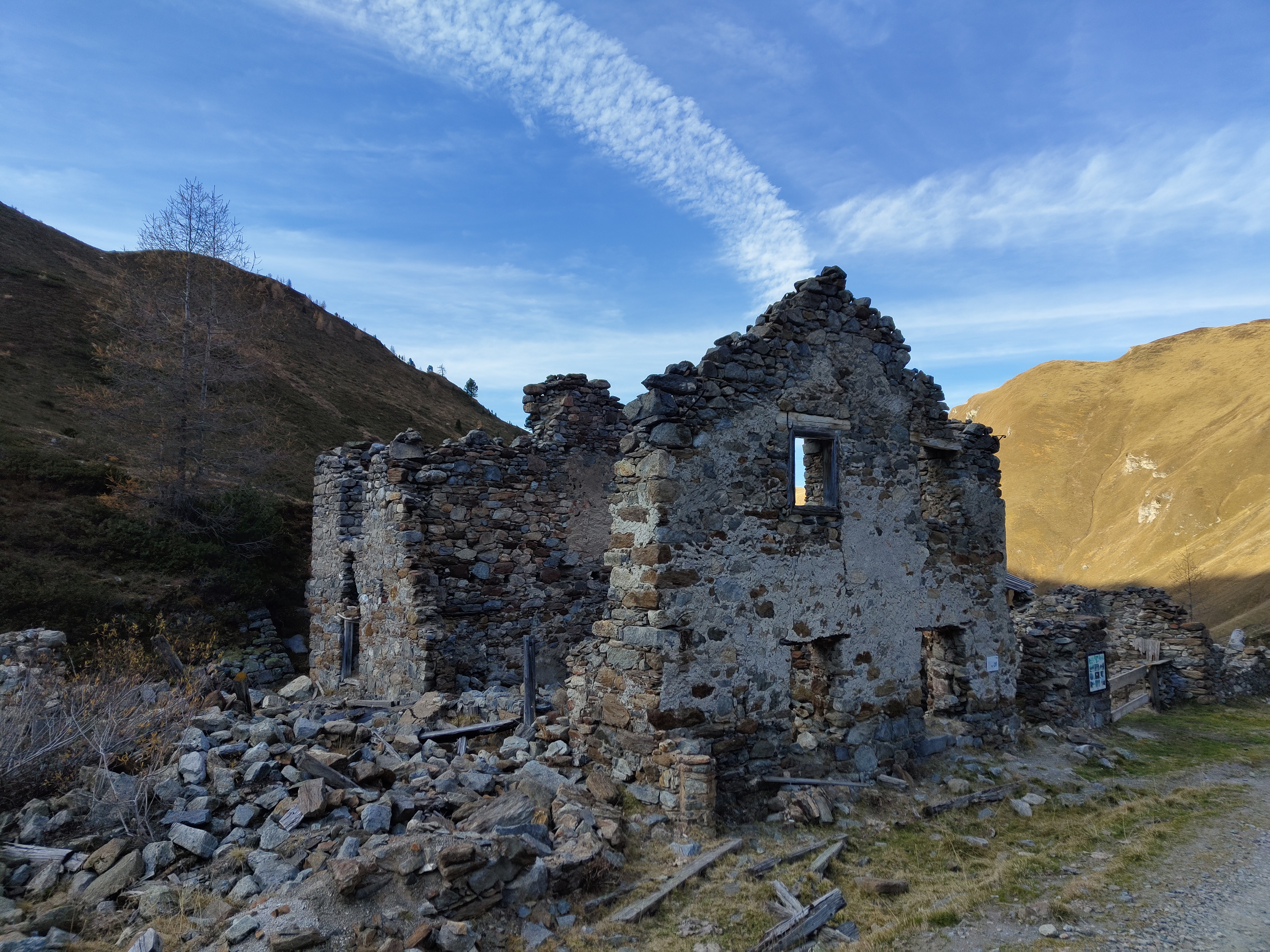
Reste der ehemaligen Aufbereitungsanlagen, die ursprünglich aus vier Gebäuden bestanden

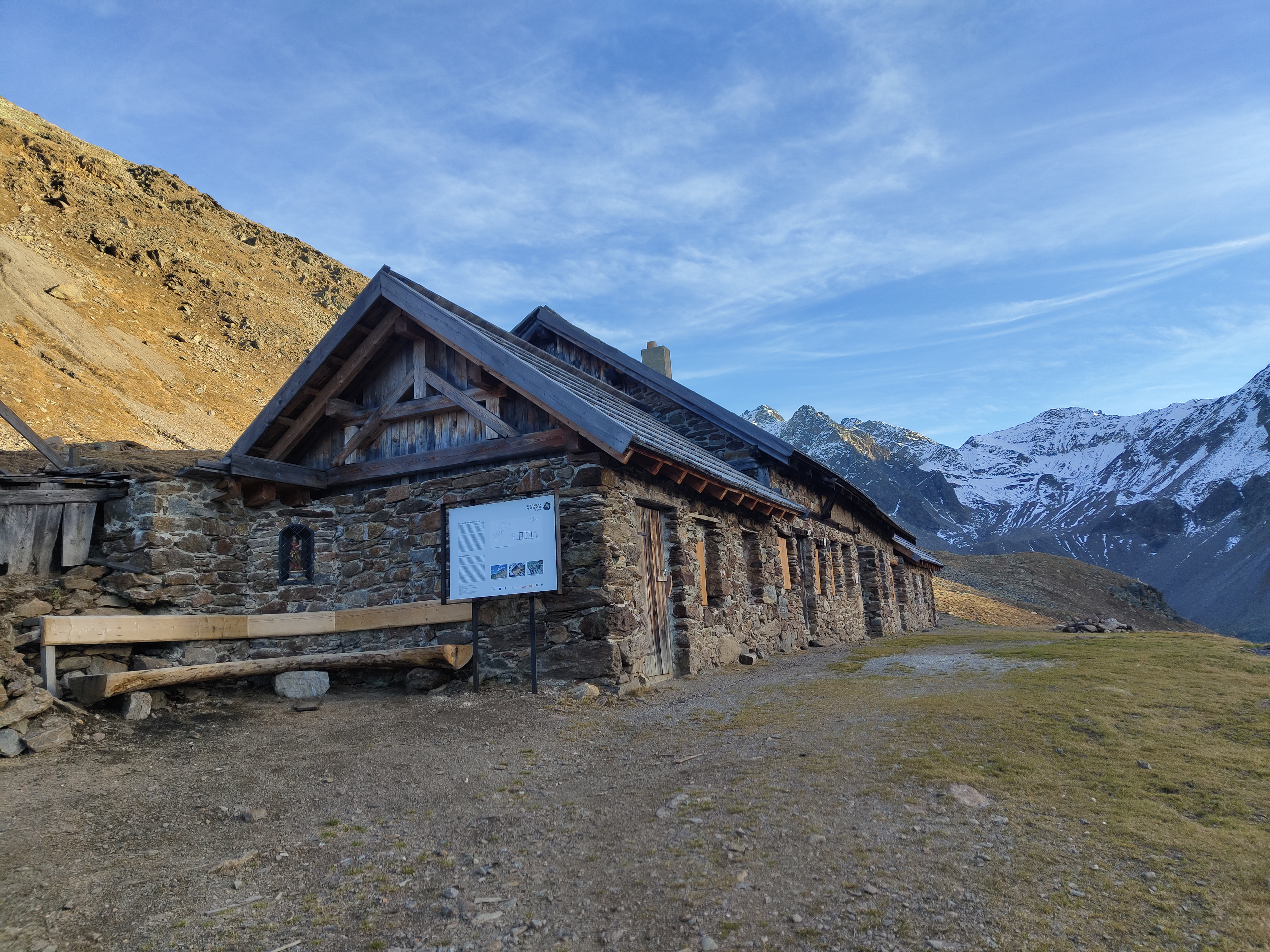
Wieder aufgebaute Berghäuser des Bergbaus im Platzertal

Das ehemalige Bergwerk Platzertal liegt in den Gemeindegebieten von Pfunds und Tösens im Platzer- und im Bergletal in den Tiroler Ötztaler Alpen.
Die abgebauten Erzlager lagen teilweise schon in der Gletscherregion im Kamm zwischen dem Platzer- und dem Bergletal. Der höchstgelegene Stollen wurde auf einer Seehöhe von 2815 m angeschlagen, doch reichten einzelne Schürfe noch höher. Hauptsächlich wurden Blei-, Zink- und Kupfererze abgebaut, wobei die Erzvorräte auf 1,5 Millionen Tonnen geschätzt wurden. Der Bergbau geht auf das 15. Jahrhundert zurück, 1539 wurde eine Gewerkschaft gegründet. 1610 musste der Bergbau wegen des Vorrückens des Bergler Ferners eingestellt werden, die Anlagen wurden vom Gletscher überfahren.
Rund 250 Jahre ruhte der Bergbau, 1884 wurde er wieder aufgenommen. Es existierte damals auch eine eigene Seilbahn, die das Erzvorkommen in die Aufbereitung lieferte. In der Aufbereitung wurden in den Blütezeiten bis zu 1,5 Tonnen stündlich verarbeitet. Erst Ende des 19. Jahrhunderts wurde der 10 km lange Weg von Tösens bis zu den Berghäusern neu angelegt beziehungsweise befahrbar gemacht. Zuvor standen Zugtiere zur Verfügung, wobei im Berghaus auch eine eigene Stallung gebaut werden musste. Auch Frauen trugen wesentlich zur Geschichte des Bergbaues bei, denn sie mussten aus dem Tal das Essen und Trinken ins Hochgebirge bringen. Die Knappen nahmen nur wegen des hohen Silberanteils das beschwerliche Leben im Hochgebirge auf sich. Die Belegschaft damals betrug rund 60 Mann (rund 30 bei der Grube und rund 30 bei der Aufbereitung). 1910 wurde der Bergbau endgültig eingestellt, trotz des erheblichen Erzgehalts erlaubten die hohen Förderkosten und die Winterpause keinen wirtschaftlichen Abbau.
Der Abbau bedeutender Erzvorkommen im Platzer- und im Bergletal bis in eine Höhe von 3000 m und die Tatsache, dass Wissenschaftler den „Bergbau Tösens“ als einziges wirklich bedeutendes Erzvorkommen im Bezirk Landeck bezeichneten, waren Gründe genug, um dies durch die zwei gekreuzten Hämmer (Eisen und Schlägel) im Gemeindewappen von Tösens zu symbolisieren.
Im Jahre 2007 wurde ein neuer Verein mit dem Namen „Verein Bergwerk Platzertal“ mit den Gemeinden Tösens und Pfunds und dem Tourismusverband Tiroler Oberland gegründet. Ziel des Vereines ist die Erhaltung der denkmalgeschützten Bergwerksanlagen, die zum Teil schon sehr stark verfallen waren. Im Jahre 2010 wurde nach der Schneeschmelze mit den Erhaltungsarbeiten begonnen. Die Erhaltungs- und Renovierungsarbeiten wurden 2020 fertiggestellt.
Das Bergwerk im Platzertal zählt zu den höchstgelegenen Bergwerken Europas.
In unmittelbarer Umgebung befinden sich 14 Dreitausender im Glockturmkamm.